# Törökország az 1976. évi téli olimpiai játékokon
Törökország az ausztriai Innsbruckban megrendezett 1976. évi téli olimpiai játékok egyik részt vevő nemzete volt. Az országot az olimpián 2 sportágban 9 sportoló képviselte, akik érmet nem szereztek.

## Alpesisí
Férfi
| Versenyző       | Versenyszám      | 1. futam      | 1. futam      | 2. futam      | 2. futam      | Összesítés | Összesítés |
| Versenyző       | Versenyszám      | Idő           | Hely.         | Idő           | Hely.         | Idő        | Helyezés   |
| --------------- | ---------------- | ------------- | ------------- | ------------- | ------------- | ---------- | ---------- |
| Ersin Ayrıksa   | Óriás-műlesiklás | nem ért célba | nem ért célba | kiesett       | kiesett       | kiesett    | kiesett    |
| Ersin Ayrıksa   | Műlesiklás       | 1:22,60       | 43.           | 1:29,18       | 37.           | 2:51,78    | 37.        |
| Mümtaz Demirhan | Lesiklás         |               |               |               |               | 2:06,01    | 64.        |
| Mümtaz Demirhan | Óriás-műlesiklás | 2:17,58       | 78.           | nem ért célba | nem ért célba | kiesett    | kiesett    |
| Ahmet Kıbıl     | Lesiklás         |               |               |               |               | 2:03,74    | 63.        |
| Ahmet Kıbıl     | Óriás-műlesiklás | nem ért célba | nem ért célba | kiesett       | kiesett       | kiesett    | kiesett    |
| Ahmet Kıbıl     | Műlesiklás       | nem ért célba | nem ért célba | kiesett       | kiesett       | kiesett    | kiesett    |
| Murat Tosun     | Óriás-műlesiklás | 2:17,99       | 79.           | nem ért célba | nem ért célba | kiesett    | kiesett    |
| Murat Tosun     | Műlesiklás       | nem ért célba | nem ért célba | kiesett       | kiesett       | kiesett    | kiesett    |

## Sífutás
Férfi
| Versenyző                                        | Versenyszám     | Eredmény      | Helyezés      |
| ------------------------------------------------ | --------------- | ------------- | ------------- |
| Şeref Çınar                                      | 15 km           | 52:50,67      | 70.           |
| Sacit Özbey                                      | 15 km           | 52:15,41      | 66.           |
| Yavuz Özbey                                      | 15 km           | 55:47,55      | 72.           |
| Ahmet Ünal                                       | 30 km           | 1:51:14,75    | 66.           |
| Bahri Yılmaz                                     | 15 km           | 51:57,08      | 64.           |
| Bahri Yılmaz                                     | 30 km           | 1:45:15,78    | 62.           |
| Sacit Özbey Bahri Yılmaz Şeref Çınar Yavuz Özbey | 4 × 10 km váltó | nem ért célba | nem ért célba |